# جامعة بلوشستان
جامعة بلوشستان (UB) (بالأردية: جامعہ بلوچستان)؛ (بالبلوشية: بلوچستان ء یونیورسٹی) هي جامعة حكومية تقع في مدينة كويته، بلوشستان، باكستان. تأسست في عام 1970، وتعتبر أقدم مؤسسة تعليمية في بلوشستان.